# Tadeusz Rutkowski (sztangista)
Tadeusz Rutkowski (ur. 25 kwietnia 1951 w Krakowie) – polski sztangista. Dwukrotny medalista olimpijski.

## Życiorys
Startował w wadze ciężkiej II (do 110 kilogramów) i superciężkiej (powyżej 110 kilogramów). W tej pierwszej był brązowym medalistą w Montrealu, w drugiej cztery lata później w Moskwie. Trzykrotnie (1976, 1980 i 1981) zdobywał brązowe krążki mistrzostw świata. Wielokrotnie zostawał mistrzem Polski.